# 3133 Sendai
3133 Sendai è un asteroide della fascia principale. Scoperto nel 1907, presenta un'orbita caratterizzata da un semiasse maggiore pari a 2,1805529 UA e da un'eccentricità di 0,1603436, inclinata di 6,56523° rispetto all'eclittica.
L'asteroide prende il nome dall'omonima città giapponese, sede di numerose istituzioni scientifiche, tanto da essere soprannominata "la Heidelberg dell'est".